# Анагности, Димитер
Димитер Анагности (алб. Dhimitër Anagnosti; род. 21 января 1936, Вуно, области Влёра ,Албания) — албанский государственный и общественный деятель, режиссёр, сценарист и кинооператор. Заслуженный артист Албании (1987). Народный артист Албании (2011).

## Биография
Обучался на операторском факультете во ВГИКе в Москве. Вместе с Виктором Гжикою в 1961 году снял фильм «Njeriu kurre nuk vdes» (Человек никогда не умирает), по мотивам произведений Хемингуэя, за которую стал лауреатом премии кинофестиваля в Нидерландах (в Албании фильм не был показан). Работал в киностудии Новая Албания (алб. Kinostudio Shqiperia e Re) в качестве оператора, а начиная с 1966 года и режиссёра.
Автор более 14 художественных и 10 документальных фильмов. Награждён многими национальными и международными премиями. Является сценаристом большинства снятых им фильмов.
Один из лучших албанских кинорежиссёров и сценаристов. За большой вклад в развитие албанского кино был удостоен звания «Заслуженный артист Албании», а в 1987 году — «Народного артиста Албании». Во время коммунистического правления в Албании, многие из его работ были подвергнуты цензуре и не выпускались на киноэкраны страны.
В 1991—1996 — депутат албанского парламента по списку Демократической партии.
В 1992—1994 годах занимал пост министра культуры, молодежи и спорта Албании.
После ухода из политики, Анагности создал фонд развития искусства и культуры, по поддержке деятелей албанской культуры и искусства. Среди прочего, этот фонд позволил издать более новых 160 книг.
В 2001 году Анагности написал для Национального театра Албании театральную драму «Nata e trokitjeve në xham» (Ночь стучит в окно).
Жена режиссёра — актриса, заслуженная артистка Албании Роза Анагности.

## Избранная фильмография
Художественные фильмы
- 1961: Njeriu kurrë nuk vdes
- 1961: Дебатик
- 1966: Komisari i Dritës
- 1967: Duel i Heshtur
- 1968: Plage te vjetra
- 1971: Malet me blerim mbuluar
- 1974: Cuca e maleve
- 1974: Përjetësi
- 1975: Kur hiqen maskat
- 1976: Lulekuqet mbi mure
- 1977: Monumenti
- 1979: Ne shtepine tone
- 1982: Vellezer dhe shoke
- 1985: Gurët e shtëpisë sime
- 1987: Përralle Nga e Kaluara
- 1989: Kthimi i Ushtrise se Vdekur
- 2006: Gjoleka djali i Abazit

Документальные фильмы
- 1970: Parafabrikatet
- 1981: Te dielat ne Tirane
- 1973: Motive nga dita e diel
- 1983: Kujtime nga Gjirokaster

## Награды и премии
- 2011 — Орден «Честь нации» (алб. Urdhri «Nderi i Kombit»).
- 1987 — Заслуженный артист Албании.
- 2011 — Народный артист Албании.
- 1979 — премия международного кинофестиваля в Салерно за фильм «Ne shtepine tone» («В нашем доме»).

## Семья
Жена: Роза Анагности — албанская актриса.